# Alessandro Mostes (pallanuotista)
Alessandro Mostes (Genova, 7 dicembre 1963) è un ex pallanuotista e allenatore di pallanuoto italiano.
Cresciuto sportivamente nel Gruppo Sportivo Aragno, dove ha esordito in Serie C non ancora tredicenne, durante la sua ultra-trentennale carriera ha indossato le calottine di Aragno, Sturla, Arenzano, Fiamme Oro, Mameli, Rari Nantes Savona, Paguros, Nettuno Catania, Chiavari e Centro Nuoto Sestri, oltre che del Settebello, vincendo due Coppe Italia (nel 1988 con l'Arenzano e nel 1993 con il Savona) ed una Coppa delle Coppe (nel 1988 con l'Arenzano). Si è ritirato nel 2010, a 47 anni.

## Biografia
Figlio di Luigi Mostes, noto costruttore navale del Ponente Ligure, e Maria Canepa, Alessandro ha mosso i primi passo nel Gruppo Sportivo Aragno, prima nella sezione natatoria, per poi passare alla pallanuoto, a quel tempo sotto l'egida di Renzo Zonari e Sergio Faraggi. Nel 1980 si trasferisce assieme al suo compagno Roberto Consiglio alla Sportiva Sturla in Serie A, dove al primo anno vince il campionato nazionale Allievi e partecipa ai Mondiali Juniores di Como, in cui l'Italia si classifica al quarto posto.
Dopo cinque anni allo Sturla passa alla Rari Nantes Arenzano, fra le cui file gioca per sei anni, vincendo la Coppa Italia e la Coppa delle Coppe nel 1988, sotto la guida dell'ungherese Tamas Farago. Nel 1987 si accasa alle Fiamme Oro in serie A1 per svolgere il servizio di leva, mentre nel 1990 gioca per una stagione nella Mameli ottenendo un'insperata salvezza.
Nel 1993 riceve la chiamata della Rari Nantes Savona di Claudio Mistrangelo, vincendo la sua seconda Coppa Italia e raggiungendo la finale scudetto, persa alla bella contro il Posillipo. In Coppa dei Campioni, il Savona si arrende ai quarti di finale contro i futuri campioni dello Jadran Spalato.
Nel 1994 sposa la causa del Paguros Catania in serie A2, con cui ottiene la promozione in A1. L'anno successivo scende di una categoria, in serie B con il Nettuno Catania, centrando anche qui la promozione al primo anno.
Dopo il ritorno nel 1996 all'Arenzano, e due anni in A2 con il Chiavari, nel 1999 Alessandro decide di legarsi al Centro Nuoto Sestri, allenato dal suo mentore Renzo Zonari. Al secondo anno il Sestri ottiene la sua prima storica promozione in Serie B, battendo nella finale playoff il Pontecarrega. Dopo la retrocessione del 2005, il Sestri torna in serie B l'anno successivo. Si ritira dalla pallanuoto giocata nel 2011, con oltre seicento partite giocate e più di mille gol messi a segno.
Dal 1988 è sposato con Caterina Teti, da cui ha avuto due figli, Massimiliano (nel 1990, con il quale ha giocato nel Sestri dal 2006 al 2010) e Filippo (nel 1998).
Nel 2024-2025 è allenatore del Centro Nuoto Setri.

## Statistiche
| Anno | Squadra                | Serie | Presenze   | Reti       | Note                                             |
| ---- | ---------------------- | ----- | ---------- | ---------- | ------------------------------------------------ |
| 1976 | Gruppo Sportivo Aragno | C     | 1          | 0          | Esordio in serie C a 12 anni                     |
| 1977 | Gruppo Sportivo Aragno | C     | 18         | 10         |                                                  |
| 1978 | Gruppo Sportivo Aragno | C     | 18         | 35         |                                                  |
| 1979 | Gruppo Sportivo Aragno | C     | 18         | 56         |                                                  |
| 1980 | Sturla                 | A     | 22         | 3          | Vincitore del campionato nazionale Allievi       |
| 1981 | Sturla                 | B     | 18         | 34         |                                                  |
| 1982 | Sturla                 | B     | 22         | 64         | Promozione in Serie A vincendo tutte le partite  |
| 1983 | Sturla                 | A     | 22         | 40         |                                                  |
| 1984 | Sturla                 | A     | 26         | 51         |                                                  |
| 1985 | Arenzano               | B     | 22         | 75         |                                                  |
| 1986 | Arenzano               | A2    | 24         | 45         |                                                  |
| 1987 | Fiamme Oro             | A1    | 22         | 33         |                                                  |
| 1988 | Arenzano               | A1    | 27         | 11         | Vincitore della Coppa Italia e Coppa delle Coppe |
| 1989 | Arenzano               | A1    | 28         | 65         |                                                  |
| 1990 | Mameli                 | A1    | 26         | 63         |                                                  |
| 1991 | Arenzano               | B     | 18         | 20         |                                                  |
| 1992 | Arenzano               | B     | 18         | 34         |                                                  |
| 1993 | Rari Nantes Savona     | A1    | 29         | 15         | Vincitore della Coppa Italia                     |
| 1994 | Paguros CT             | A2    | 20         | 25         | Promozione in Serie A1                           |
| 1995 | Nettuno CT             | B     | 14         | 19         | Promozione in Serie A2 da allenatore-giocatore   |
| 1996 | Arenzano               | B     | 14         | 26         |                                                  |
| 1997 | Chiavari               | A2    | 20         | 29         |                                                  |
| 1998 | Chiavari               | A2    | 22         | 28         | Allenatore-giocatore                             |
| 1999 | Centro Nuoto Sestri    | C     | 14         | 43         |                                                  |
| 2000 | Centro Nuoto Sestri    | C     | 21         | 42         | Promozione in Serie B                            |
| 2001 | Centro Nuoto Sestri    | B     | 14         | 21         |                                                  |
| 2002 | Centro Nuoto Sestri    | B     | 17         | 21         |                                                  |
| 2003 | Centro Nuoto Sestri    | B     | 16         | 22         |                                                  |
| 2004 | Centro Nuoto Sestri    | B     | 14         | 15         |                                                  |
| 2005 | Centro Nuoto Sestri    | B     | 8          | 6          |                                                  |
| 2006 | Centro Nuoto Sestri    | C     | 20         | 45         | Promozione in Serie B                            |
| 2007 | Centro Nuoto Sestri    | B     | 16         | 21         |                                                  |
| 2008 | Centro Nuoto Sestri    | B     | Allenatore | Allenatore |                                                  |
| 2009 | Centro Nuoto Sestri    | C     | 17         | 28         |                                                  |
| 2010 | Centro Nuoto Sestri    | C     | 9          | 9          |                                                  |
|      | Totale                 |       | 626        | 1045       |                                                  |

## Palmarès

### Club
- Coppe Italia: 2

R.N. Arenzano: 1987-88
R.N. Savona: 1992-93
- Coppa delle Coppe: 1

R.N. Arenzano: 1988-89